# Juan d’Arienzo
Juan d’Arienzo (ur. 14 grudnia 1900 w Buenos Aires, zm. 14 stycznia 1976 tamże) – argentyński skrzypek i kompozytor, muzyk tanga argentyńskiego znany także jako El Rey del Compás (Król Rytmu), także aktor.
W odróżnieniu od innych orkiestr złotego wieku tanga d’Arienzo wrócił do rytmu 2x4 ale dodał nowoczesną aranżację. Jego muzyka jest często grana na milongach w Buenos Aires. Juan d’Arienzo jest pochowany na cmentarzu La Chacarita w Buenos Aires.